# Уровень аккредитации высшего учебного заведения (Украина)
У́ровень аккредита́ции вы́сшего уче́бного заведе́ния — украинская система, определявшая уровень способности высшего учебного заведения определённого типа проводить образовательную деятельность, связанную с получением высшего образования и квалификации.
Система не используется с принятием Закона Украины "О высшем образовании" с июля 2014 г. Вместо нее используется деление вузов на университеты, академии (институты) и колледжи с правом присвоения статуса национального учреждения, а также присвоения статуса исследовательского университетам.

## Общеупотребительные названия учреждений
В соответствии со статусом высших учебных заведений устанавливалось четыре уровня аккредитации:
- I уровень — техникум, училище, другие приравненные к ним высшие учебные заведения;
- II уровень — колледж, другие приравненные к нему высшие учебные заведения;
- III уровень — институт, консерватория;
- IV уровень — институт, консерватория, академия, университет.

По результатам — аккредитации высших учебных заведений, заведений последипломного образования Министерство образования Украины совместно с министерствами и ведомствами, которым подчинены учебные заведения устанавливало уровень аккредитации учебного заведения.

### Подготовка студентов
В зависимости от полученного ВУЗом уровня аккредитации, в нём могла осуществляться подготовка специалистов по различным образовательно-квалификационным уровням:
- ВУЗов I уровня аккредитации — высшее учебное заведение, в котором осуществляется подготовка специалистов по специальностям образовательно-квалификационного уровня младшего специалиста;
- ВУЗов II уровня аккредитации — высшее учебное заведение, в котором осуществляется подготовка специалистов по специальностям образовательно-квалификационного уровня младшего специалиста и по направлениям подготовки образовательно-квалификационного уровня бакалавра;
- ВУЗов III уровня аккредитации — высшее учебное заведение, в котором осуществляется подготовка специалистов по направлениям образовательно-квалификационного уровня бакалавра, специальностям образовательно-квалификационного уровня специалиста, а также по отдельным специальностям образовательно-квалификационного уровня магистра;
- ВУЗов IV уровня аккредитации — высшее учебное заведение, в котором осуществляется подготовка специалистов по направлениям образовательно-квалификационного уровня бакалавра, специальностям образовательно-квалификационных уровней специалиста, магистра.

Высшее учебное заведение уровня аккредитации выше первого могло осуществлять подготовку младших специалистов, если в его составе есть высшее учебное заведение первого уровня аккредитации, или соответствующее структурное подразделение ..
Согласно данным государственного комитета статистики Украины в 2009/2010 учебном году на Украине функционировало 350 вузов III—IV уровня аккредитации. По сравнению с 1990/1991 годом (149 вузов) количество таких учебных заведений на Украине увеличилось более чем в два раза. Кроме того, в 2009/2010 учебном году свои образовательные услуги предоставляли 511 заведений I—II уровня аккредитации. По сравнению с 1990/1991 годом (742 вуза) их число уменьшилось на 231 единицу.

## Уровни

### I уровень аккредитации
ВУЗам предоставлялось право присваивать выпускникам квалификацию младшего специалиста. По решению органа государственного управления образованием ему могла быть предоставлена автономия по:
- Самостоятельной разработке и утверждению учебных программ;
- Использованию различных систем оплаты труда в пределах фонда заработной платы;
- Дополнительному финансированию за устанавливаемыми ежегодно повышаемыми нормативами и приоритетным материально-техническим обеспечением в пределах средств, выделенных Министерству на содержание подведомственных высших учебных заведений;
- Установлению повышенного размера стипендий за счет общей суммы, предусмотренной для этой цели.

### II уровень аккредитации
ВУЗам предоставлялось право присваивать выпускникам квалификацию специалиста. По решению органа государственного управления образованием ему могла быть предоставлена автономия по:
- Самостоятельному определению форм организации учебного процесса (дневная, без отрыва от производства, экстернат);
- Приглашению на контрактной основе преподавателей и ученых из разных регионов Украины и зарубежных стран;
- Созданию в своем составе научно-производственных учреждений различных типов.

### III уровень аккредитации
ВУЗам предоставлялось право присваивать выпускникам квалификацию бакалавра. По решению органа государственного управления образованием ему могла быть предоставлена автономия по:
- Определению содержания образования (учебные планы и программы);
- структуры специальностей в пределах утвержденного плана приема и установление правил приема;
- Созданию в составе вуза учебных заведений и научно-производственных организаций различных типов;
- Установлению различных уровней должностных окладов в пределах фонда заработной платы;
- Организации учебных подразделений повышения квалификации и переподготовки кадров;
- Использованию для поощрения преподавателей части средств, поступающих за подготовку специалистов.

### IV уровень аккредитации
ВУЗам предоставлялось право присваивать выпускникам квалификацию магистра. По решению органа государственного управления образованием ему могла быть предоставлена автономия по:
- Определению содержания образования;
- Определению структуры и плана приема;
- Установке периода обучения;
- Присвоению и присуждению ученых степеней и званий;
- Финансированию по наиболее высоким нормативам, устанавливаемым ежегодно в пределах средств, предусмотренных министерствам и ведомствам на подготовку кадров;
- Самостоятельному созданию в своей структуре учебных заведений и научных учреждений различных типов (лицеи, колледжи, институты повышения квалификации, научно-исследовательские институты и т. д.) в пределах ассигнований, предусмотренных в бюджете на финансирование этих учебных заведений и учреждений;
- Самостоятельному планированию и развитию поисковых и фундаментальных исследований в рамках дополнительных внеконкурсных;
- Бюджетным ассигнованиям.[8]